# Cruz Blanca, Tenango del Valle
Cruz Blanca är en ort i Mexiko.   Den ligger i kommunen Tenango del Valle och delstaten Mexiko, i den sydöstra delen av landet, 60 km sydväst om huvudstaden Mexico City. Cruz Blanca ligger 2 517 meter över havet och antalet invånare är 126.
Terrängen runt Cruz Blanca är lite bergig, och sluttar söderut. Runt Cruz Blanca är det tätbefolkat, med 550 invånare per kvadratkilometer. Närmaste större samhälle är Tenango de Arista, 8,3 km norr om Cruz Blanca. Omgivningarna runt Cruz Blanca är en mosaik av jordbruksmark och naturlig växtlighet.